# Lesbisk Bevægelse
Lesbisk Bevægelse (LB) var en dansk organisation för lesbiska kvinnor 1974–1996.
LB bildades 10 mars 1974 av lesbiska kvinnor från Rødstrømperne och Forbundet af 1948. De ansåg att främst Rødstrømperne, och i mindre grad Forbundet af 1948, missgynnade lesbiska kvinnor och inte tog deras erfarenheter på allvar. LB var en platt organisation där aktiviteterna var koncentrerade till självständiga basgrupper. De största och mest aktiva grupperna fanns i Köpenhamn, men rörelsen fanns representerad i hela Danmark. LB delade samma mål som Rödstrumporna gällande kvinnors frigörelse och jämställdhet, men inkluderade dessutom målet om erkännande av lesbiskas rättigheter och jämställdhet. Utöver kritiken mot patriarkatet riktade LB även kritik mot heteronormativiteten (”det tvångsheterosexuella samhället”), som de ansåg motverkade kvinnors rätt att ”leva utan män”. LB samarbetade ofta med Rödstrumporna, vilket senare bidrog till att LB minskade i betydelse omkring 1985–1990. LB var en viktig del av Femølejren, ett politiskt läger för kvinnor.
Tidskrifterna Kvinder-Kvinder (1972–1978) och Hvidløgspressen (1982–1996) fungerade som LB:s språkrör.